# Nindirí
Nindirí är en kommun (municipio) i Nicaragua med 50 138 invånare (2012). Den ligger vid sjön Laguna de Masaya i den sydvästra delen av landet i departementet Masaya. Inom kommunen ligger en nationalpark med den aktiva Vulkanen Masaya.

## Geografi
Nindirí gränsar till Managua och Tipitapa i norr, Masaya i öster, Masatepe och  La Concepción i söder och Ticuantepe i väster. Kommunens centralort Nindirí, med 9 672 invånare (2005), ligger i den södra delen av kommunen längs landsvägen mellan Managua och Masaya.

## Historia
Nindirí, som även kallats Lendiri och Tendiri, var ett av de många indiansamhällen som redan existerade vid tiden för spanjorernas erövring av Nicaragua. Prästen Fray Francisco de Bobadilla besökte platsen år 1528 då han döpte 2 917 personer. Vid landets första folkräkning år 1548 hade Nindirí 1 240 invånare.
Nindirí upphöjds 1995 från rangen av pueblo till ciudad (stad).

## Kända personer
- Enrique Bolaños (1928-2021), president